# Красавино-2
Краса́вино-2 (рос. Красавино-2) — присілок у складі Кічменгсько-Городецького району Вологодської області, Росія. Входить до складу Кічмензького сільського поселення.

## Населення
Населення — 36 осіб (2010; 39 у 2002).
Національний склад (станом на 2002 рік):
- росіяни — 97 %